# Schulgarten (Kronberg im Taunus)

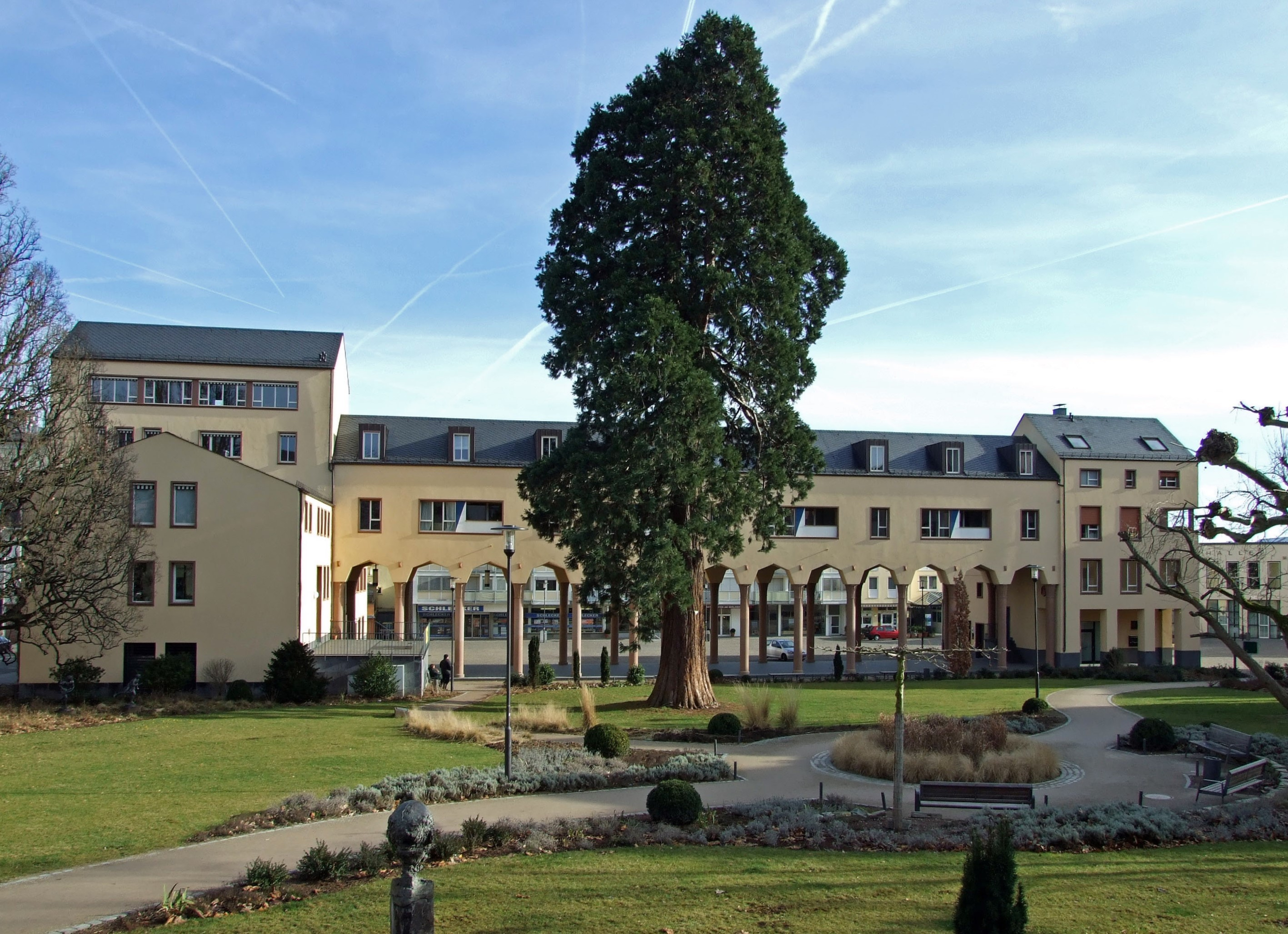
Schulgarten und Mammutbaum

Der Schulgarten in Kronberg im Taunus ist eine Parkanlage.

## Geschichte
Der Schulgarten wurde 1890 zeitgleich mit dem Bau der Schule an der Heinrich-Winter-Straße angelegt. Nach dem Abriss der Schule im Jahr 2004 begann die Neugestaltung der Anlage. Im südlichen Teil erfolgte die Neubebauung des Berliner Platzes. Im nördlichen Teil wurde bis 2006 der Schulgarten entsprechend seiner ursprünglichen Gestaltung neu angelegt.

## Sehenswertes
Zentrum der Parkanlage ist ein runder Zierbrunnen. Die südliche Begrenzung des Parks bildet ein Arkadengang. Der unübersehbare 28 Meter hohe Mammutbaum im Schulgarten ist ein geschütztes Naturdenkmal und befindet sich zwischen Brunnen und Arkaden.
Am Rand der Anlage hin zur Frankfurter Straße wurde die Eisengussskulptur „Atalante und Hippomenes“ aufgestellt. Das Kunstwerk des Ende des 19. Jahrhunderts befand sich ursprünglich im Park der ehemaligen Villa de Ridder und war vom Kunstsammler August de Ridder erworben worden. 1976 wurde sie im damals neu gestalteten Rathausgarten aufgestellt und 2006 in den Schulgarten verlegt.
Am nördlichen Rand des Parks befindet sich das Rostropowitsch-Denkmal. Es erinnert an den Musiker Mstislaw Leopoldowitsch Rostropowitsch.
Am Rande des Parks befindet sich das unter Denkmalschutz stehende Standbild des Reichsritters Hartmut XII. von Kronberg.

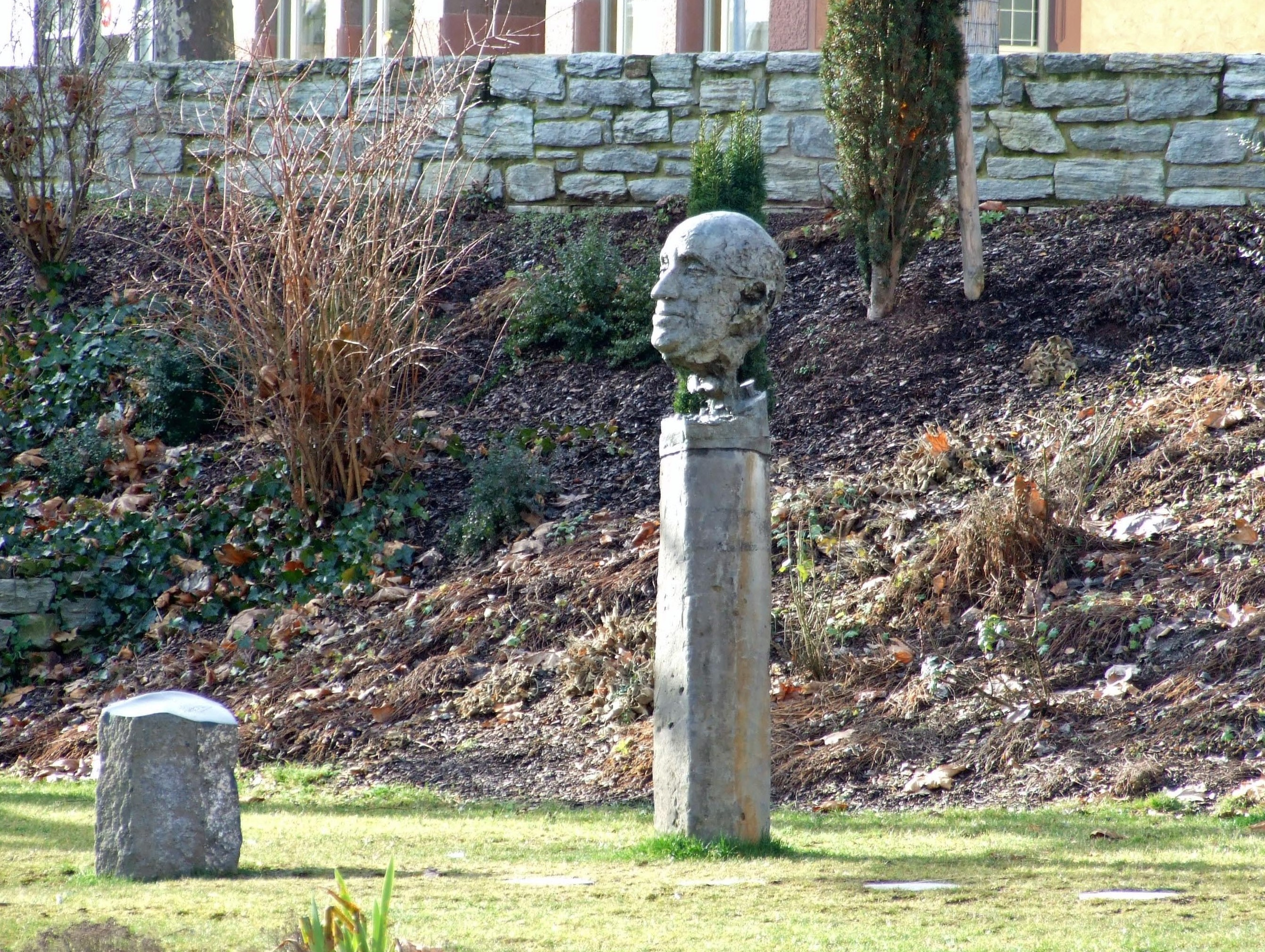
Rostropowitsch-Denkmal
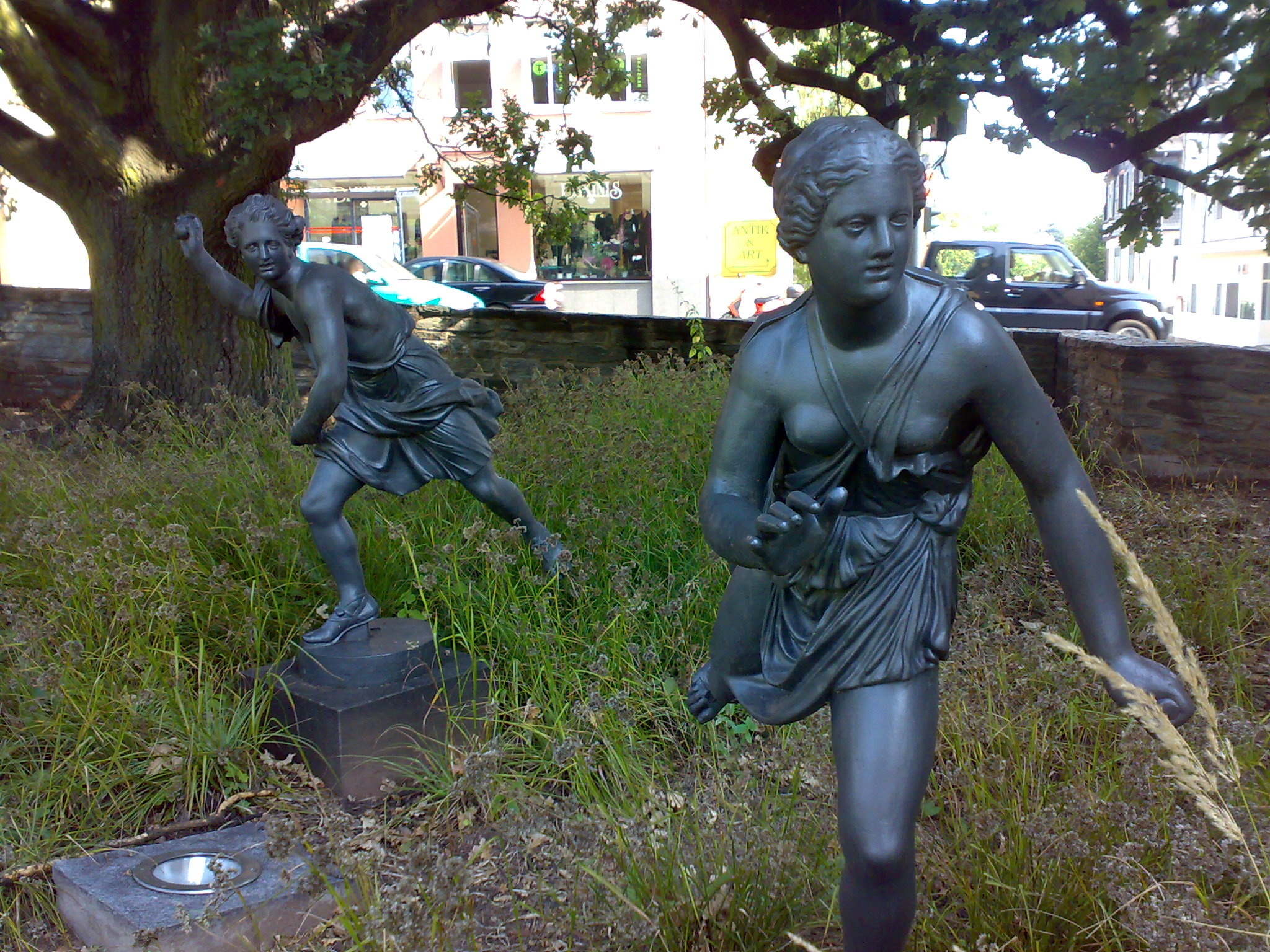
Der Wettlauf der Atalante und des Hippomenes
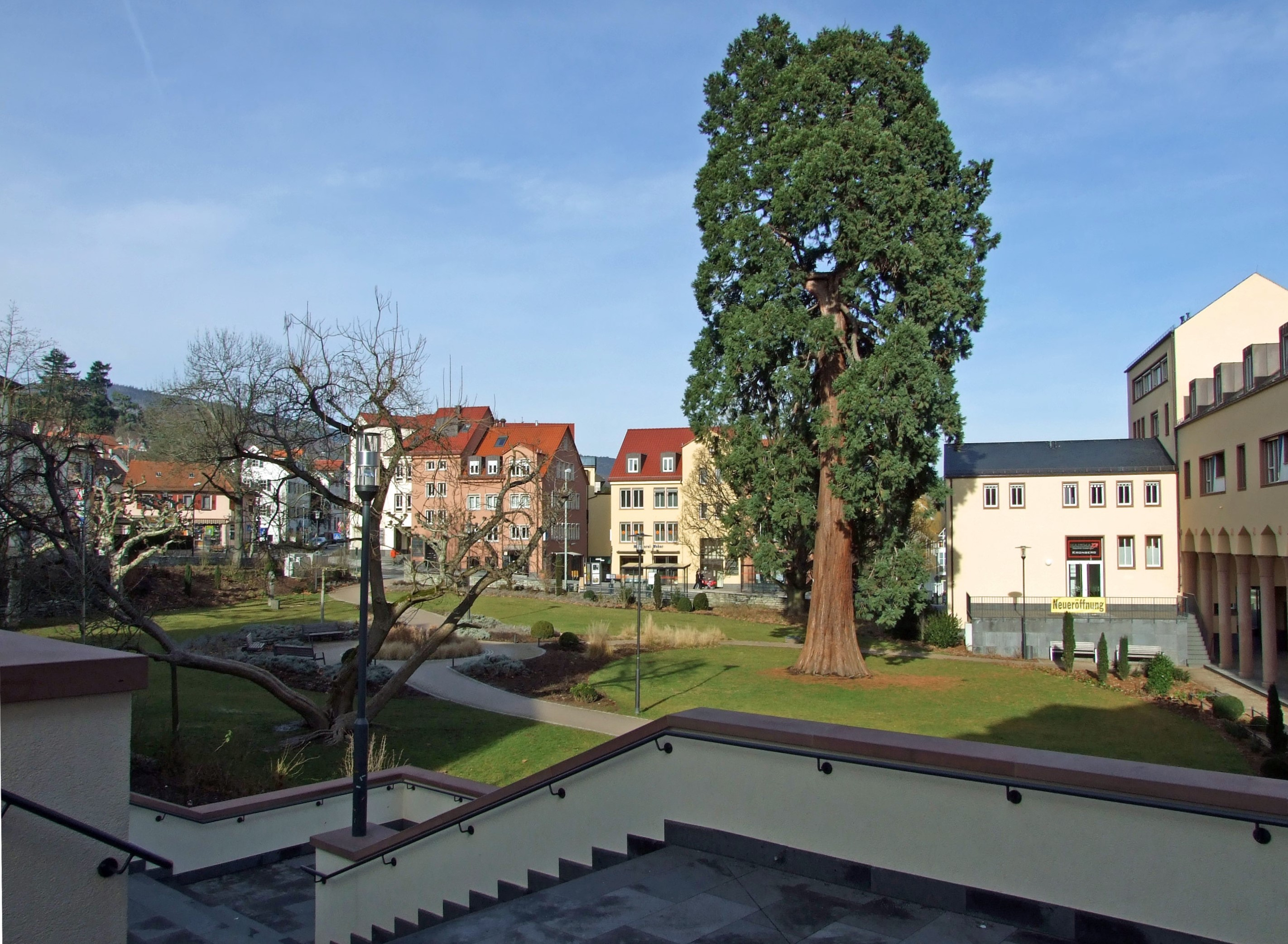
Schulgarten, vom Standbild des Reichsritters Hartmut XII. von Kronberg aus
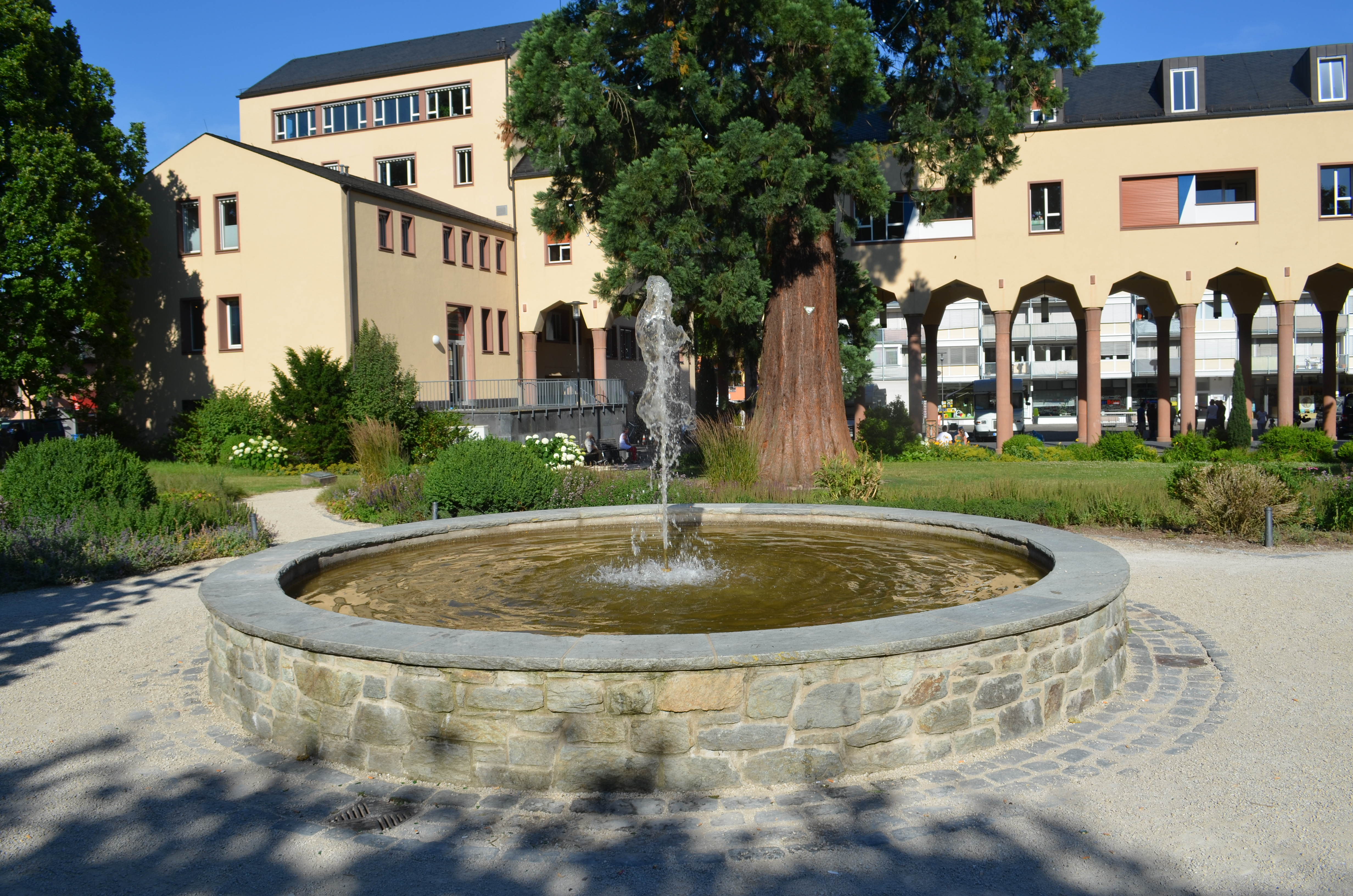
Brunnen

Koordinaten: 50° 10′ 45,3″ N, 8° 30′ 38,3″ O